# Patera de Tenicheva
Tenisheva Patera
Pour les articles homonymes, voir Tenicheva.
La patera de Tenicheva (désignation internationale : Tenisheva Patera) est une patera située sur Vénus dans le quadrangle de Galindo. Elle a été nommée en référence à Maria Tenicheva, peintre russe et collectionneuse d'art (1867–1928).